# Luchthaven Tchien
Luchthaven Tchien (IATA: THC, ICAO: GLTN) is een luchthaven in de stad Tchien, Liberia.